# Церква Богоявлення Господнього (Головецько)
Церква Богоявлення Господнього — церква у селі Головецько Сколівського району Львівської області України. Зведена у 70-х роках XIX століття, згоріла у 2007 році. Церква мала статус пам'ятки архітектури місцевого значення (охоронний № 1494-М), проте після пожежі Сколівська РДА заявила, що церква у Головецькому не була об'єктом історичної спадщини Львівщини.

## Історія
Дерев'яну, з дубових брусів церкву в селі Головецько збудували 1873 року майстри Василь Суран з Головецька та Андрій Куртяник із Рикова. Ініціаторами будівництва стали тодішній парох Савин Устиянович і війт Олекса Керд. Це була триверха тризрубна будівля із прибудованим до вівтарної частини прямокутним приміщенням, орієнтована по осі схід—захід із відхиленням у 16°. Увінчували церкву три бані, середня — на чотирьох восьмериках, бічні — на трьох. Біля церкви стояла дерев'яна дзвіниця, триярусна, квадратна у плані, із шатровим завершенням, другий і третій яруси були виконані у вигляді галереї-аркади. В інтер'єрі церкви зберігався розпис Корнила Устияновича «Мати Божа неустанної помочі». Церкві у Головецькому підпорядковувалися церква Святого Василя у с. Риків і церква Святого Василя (Різдва Пресвятої Богородиці) в с. Грабовець. При церкві діяла однокласна школа. Парафія нараховувала в 1882 році 889 осіб, у 1910 році — 1274 особи, в 1924 році — 989 осіб, у 1932 році — 1116 осіб.
За радянської влади церква не діяла, богослужіння в ній відновилися 1987 року, а 1992 року церква перейшла під юрисдикцію УГКЦ.
28 січня 2007 року дерев'яна церква згоріла, церковне майно частково вдалося врятувати, також вціліла дерев'яна дзвіниця. Ймовірною причиною пожежі стало порушення правил пожежної безпеки при експлуатації електромережі. На місці згорілої церкви збудували нову. Наріжний камінь нової будівлі освятив 14 липня 2007 року владика Юліян (Вороновський), новозбудований храм освятив 19 серпня 2009 року єпископ-помічник Самбірсько-Дрогобицької єпархії Ярослав Приріз. У новій церкві відновили також копію розпису Корнила Устияновича.

## Парохи церкви
- близько 1671 року — о. Федина Суранович, після нього — його син Лесь Суранович, пізніше о. Теодор Суранович, який перейшов на парафію в Тухлі[5]
- 1849—1872 — о. Степан Михайлович[5]
- 1872—1909 — Савин Устиянович, син Миколи Устияновича[5]
- березень 1907 — травень 1908 — о. Роман Каленюк[5]
- 1909 — середина квітня 1922 року — о. Климентій Калінський[5]
- до 1924 — після 1932 — о. Тадей-Микола Галькевич
- 1936— до 1944 — о. Лев Янович